# Aldilà (album)
Aldilà è il quarto album della band alternative rock Airway uscito il 16 ottobre 2015 per Irma Records.
Il titolo riflette l'atmosfera e le scelte artistiche presenti nel disco: rock alternative caratterizzato da atmosfere malinconiche e sognanti, sperimentazione di nuove sonorità “lontane” grazie all'inserimento di strumenti indiani (tabla, armonium e flauto bansuri).
La produzione si è divisa tra Sandro Franchin, Paolo Bertoncello e Maurizio Baggio dello Studio di Rosà (Vicenza) che abitualmente produce i lavori del gruppo.
Le collaborazioni artistiche sono: Nicola Manzan (Bologna Violenta, Il Teatro degli Orrori, Baustelle) agli archi su Cactus e sulla title track Aldilà e Ricky Bizzarro (membro della rock band Radiofiera) autore di Brillo più di te, arrangiata dalla band stessa.

## Tracce
1. Tutto bene – 3:25
2. Strani giorni – 3:04
3. Addormentati – 4:23
4. Cactus – 2:56
5. L'occhio di chi finge – 2:59
6. Cineteca – 4:12
7. Lettera – 3:22
8. Brillo più di te – 3:53
9. Aldilà – 3:31
10. Non capisci bene – 3:30
11. Maya – 3:30

## Formazione
- Valerio Morossi - voce e basso
- Sandro Cisolla - voce e chitarra
- Alessandro Cecino - chitarra
- Alessandro Carlozzo - batteria